# Psilotarsus hirticollis
Psilotarsus hirticollis là một loài bọ cánh cứng trong họ Cerambycidae.